# Kostel svatého Jana Křtitele (Chudenice)
Kostel svatého Jana Křtitele je původně gotický (2. polovině 14. století) později barokně upravený (1. polovině 16. století byla přistavěna sakristie, v roce 1660 dostavěna věž). V bohatě zdobeném interiéru s vítězným obloukem se dochovaly gotické nástěnné malby z 15. století. Donátorem chudenického farního kostela byl šlechtický rod Černínů, který zde zanechal i nejstarší rodové sídlo.

## Historie
První písemná zmínka o kostele pochází z roku 1355. Kolem poloviny 14. století byl postaveno kněžiště a hlavní loď. K původním konstrukcím kostela patří klenba presbytáře, vítězný oblouk se štítem, západní portál lodi a sanktuář. Ze 2. poloviny 14. století zřejmě pochází krov presbytáře. V 1. polovině 16. století byl vztyčen krov nad hlavní lodí. Jeho součástí byla čtyřboká věžička. V období gotiky byla postavena také sakristie. Portál do sakristie z presbytáře je asi pozdně gotický, štíty sakristie jsou původní. V roce 1660 byla postavena věž. Do období baroka lze zařadit také kruchtu. Autorem fresky na stropě hlavní lodi datované do roku 1759 je Václav Kaplánek. V 18. století se kolem kostela nacházel hřbitov. A v roce 1810 byla postavena oratoř a předsíň u sakristie. V letech 1912 až 1913 byly vyměněny nosné prvky kruchty a vymalovány interiéry. V roce 1932 byla zavedena elektřina. V roce 1963 byla šindelová střecha věže nahrazena plechem a v roce 1983 byly opraveny veškeré interiéry kostela. 

## Popis
Stavba je obdélníkového půdorysu s presbytářem a závěrem tvaru pravidelného osmiúhelníku. Západní průčelí tvoří osová věž o čtvercové základně. Na severní straně presbytáře se rozprostírá obdélná sakristie.
Po západním boku sakristie je čtvercová předsíň, z níž lze projít do sakristie. Fasády kostela s korunní římsou a mírně předsazeným soklem. Omítky jsou hladké štukové. Kostel kryje kombinace sedlových a pultových střech s bobrovkami. Věž s cibulovou bání a osmibokou lucernou je chráněná měděným plechem.

## Hrobka Czerninů
Czerninská hrobka se nachází před presbytářem uprostřed kostela mezi postranními otáři. Byl v ní pohřben Humprecht Czernin, zv. Pobožný († 1601) a jeho manželka Ludmila Kocova z Dobrše († 1583), dále Děpold Protiva († 1660), Jan Heřman († 1707) z chudenické větve a schránka se srdcem Františka Josefa (1697–1733) z nedrahovické větve. Tělo posledně jmenovaného bylo uloženo v Czerninské hrobce v kapli sv. Zikmunda v katedrále sv. Víta v Praze. V roce 1895 byla hrobka zazděna a náhrobní kámen vsazen do stěny v presbytáři. Jedná se o pískovcovou desku s kruhy, kterou zdobí rytíř v plné zbroji a rodový erb. Kolem je nápis: Pana Humprechta staršího na Chudenicích a Švihově, podkomořího království českého a hejtmana hradu Pražského, pana otce a paní máteře jeho rodičů nejmilejších. A pro věčnou památku všeho rodu pánů Černínů z Chudenic.
V kostele se také zachovala dvojitá žulová náhrobní deska z roku 1598, která připomíná Jakuba staršího Vřesovce z Vřesova a na Kšenicích († 1598) a jeho manželku Voršilu Vřesovcovou z Janovic († 1558).